# Bangkiemdé-Bangré (Pensa)
Pour les articles homonymes, voir Bangkiemdé-Bangré.
Bangkiemdé-Bangré est une localité située dans le département de Pensa de la province du Sanmatenga dans la région Centre-Nord au Burkina Faso.

## Éducation et santé
Le centre de soins le plus proche de Bangkiemdé-Bangré est le centre de santé et de promotion sociale (CSPS) de Pensa tandis que le centre médical avec antenne chirurgicale (CMA) se trouve à Barsalogho et que le centre hospitalier régional (CHR) est à Kaya.
Le village possède une école primaire publique